# Where Are We Now?
«Where Are We Now?» (Где мы теперь?) — первый сингл Дэвида Боуи с его двадцать четвёртого студийного альбома The Next Day. Сингл был выпущен 8 января 2013 года, в 66-й день рождения певца. Одновременно на официальном сайте Боуи был выпущен видеоклип, снятый Тони Оуслером. Релиз альбома состоялся в марте 2013 года.

## Текст песни
Текст прост, слова часто повторяются. В песне ведет повествование пожилой человек, вспоминая о потраченном впустую времени: «Had to get the train / from Potsdamer Platz / you never knew that / that I could do that / just walking the dead»; последняя строчка пересекается со строчками «A man lost in time near KaDeWe / just walking the dead», которые предшествуют припеву: «Where are we know / where are we now?».
Графический дизайнер Джонатан Барнбрук, автор обложки лонгплея, писал, что песня является «сравнением между Берлином после падения берлинской стены и сегодняшним Берлином» (англ. comparison between Berlin when the wall fell and Berlin today).